# Жан Клод Паскал
Жан Клод Паскал (фр. Jean-Claude Pascal), право име Жан Клод Вилеминот (фр. Jean-Claude Villeminot; Париз, 24. октобар 1927 — Клиши, 5. мај 1992) је био француски глумац и певач.
Након што је провео Други светски рат у Стразбуру Паскал је прво студирао на Сорбони а затим се посветио дизајну. Радећи костиме за представе дошао је у контакт са људима из света глуме и своју прву улогу у филму остварио је 1949. године (филм Quattro rose rosse). Уследиле су бројне улоге у филмовима (између осталих и Die schöne Lügnerin 1959. и Angélique et le sultan 1968. године).
На Песми Евровизије 1961. победио је наступајући за Луксембург са песмом Nous Les Amoureux (Ми љубавници). Песму је написао Жак Датин а музику је компоновао Морис Видалин. За Луксембург је наступао на истом такмичењу и 1981. године са песмом C'est peut-être pas l'Amérique и освојио је 11 место од 20 такмичара.

## Сонгографија
-{
- Lili Marleen
- Nous les amoureux
- C'est peut-être pas l'Amérique}-

## Филмографија
-{
- Un grand patron
- Quattro rose rosse
- Ils étaient cinq
- Le Jugement de Dieu
- Le Plus heureux des hommes
- Le Rideau cramoisi
- La Forêt de l'adieu
- Un caprice de Caroline chérie
- Alerte au sud
- La Rage au corps
- Les Enfants de l'amour
- Le Cœur frivole ou La galante comédie
- Le Chevalier de la nuit
- Si Versailles m'était conté
- Le Grand jeu
- I Tre ladri
- Les Mauvaises rencontres
- Le Fils de Caroline chérie
- Milord l'Arsouille
- La Châtelaine du Liban
- Le Salaire du péché
- Las Lavanderas de Portugal
- Guinguette
- Pêcheur d'Islande
- Le Fric
- Die Schöne Lügnerin
- Préméditation
- Les Arrivistes
- La Encrucijada
- Le Rendez-vous
- La Salamandre d'or
- Vol 272
- Poppies Are Also Flowers
- Comment ne pas épouser un milliardaire
- Las 4 bodas de Marisol
- Indomptable Angélique
- Angélique et le sultan
- Unter den Dächern von St. Pauli
- Au théâtre ce soir: Les Français à Moscou
- Le Temps de vivre, le temps d'aimer
- Le Chirurgien de Saint-Chad
- Liebe läßt alle Blumen blühen
- Au théâtre ce soir: Adieu Prudence}-